# Batalla de Maella
La batalla de Maella fue una acción militar favorable a las armas carlistas de Ramón Cabrera, librada durante 6 horas el 1 de octubre de 1838 en la "Vall de Gili", de la villa zaragozana de Maella. En ella sería totalmente destruida la mejor división liberal, llamada del "Ramillete" porque contaba con la flor y nata de la oficialidad liberal, mandada por el general Ramón Pardiñas. 
Las tropas carlistas estaban formadas por el 1.º y 2.º batallones de Tortosa, el 1.° y 2.º de Mora, Guías de Aragón, y partida de Joaquín Bosque, Tiradores de Aragón (caballería), Lanceros de Tortosa, 3.° de Lanceros de Aragón, en total 3500 infantes y 500 caballos.
Pardiñas contaba con tres batallones del Regimiento de Córdoba, dos batallones del de África y la caballería, con un total de 5.000 infantes y 300 caballos. 
La lucha fue encarnizada, los carlistas fueron arrollados al principio, en su ala derecha, por el brigadier Urbina, y el propio Cabrera fue herido en un brazo, pero resolvió dar una carga desesperada con 15 caballos de su escolta lo que enardeció los ánimos de sus tropas, que sorprendieron y desordenaron a los liberales. Un nuevo ataque hace retroceder el flanco izquierdo carlista y nuevamente Cabrera dirigiendo las cuatro compañías del 2º de Tortosa logra rehacer el frente y desbaratar los batallones liberales, inclinando el triunfo del lado carlista. El general Pardiñas también intentó valientemente contener la retirada de sus tropas en estos dos lances, pero en ninguno de ellos consiguió recuperar los ánimos de su tropa.

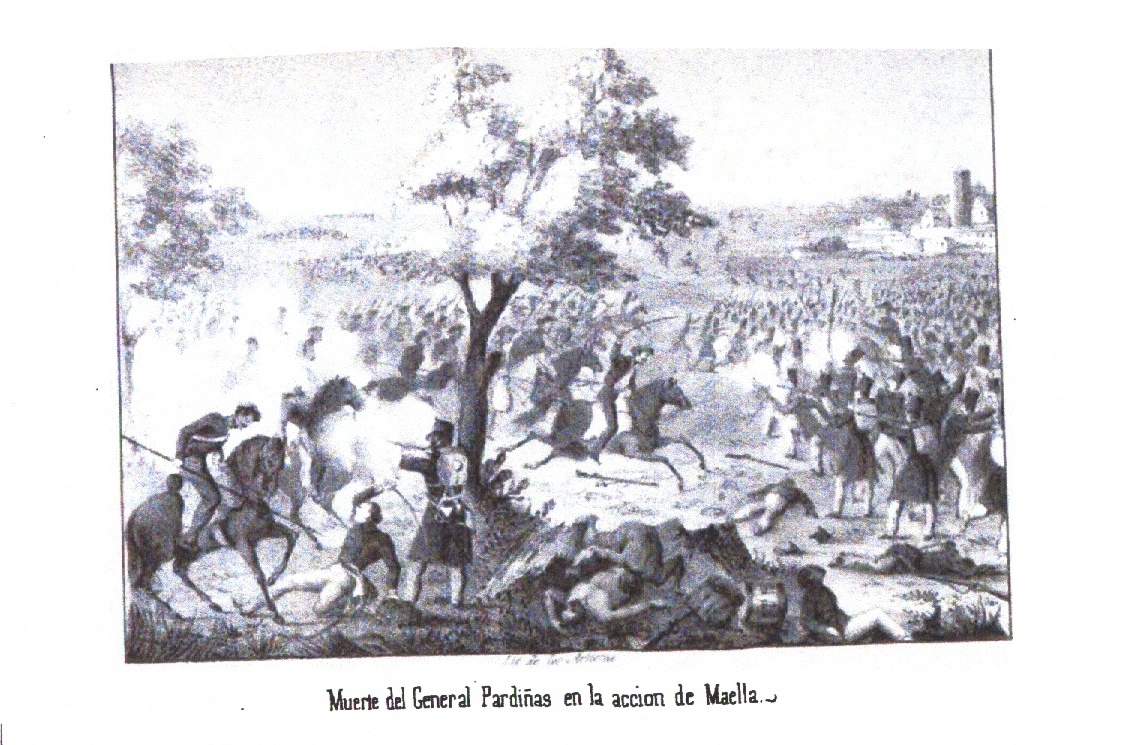
Muerte del general Pardiñas en la acción de Maella. Litografía de "Vida Militar y Política de Cabrera" de Buenaventura de Córdoba

El general Pardiñas murió en la acción, y los escasos 1.300 supervivientes se batieron en retirada hacia Caspe, reagrupados por el brigadier don Pascual Álvarez y el jefe de Estado Mayor don Anselmo Blaser y San Martín, marqués de Ciga, que habría de llegar a ministro de la Guerra en 1854. Según manifiesta Cabrera en el parte de guerra se hicieron 3.115 prisioneros a los cristinos. La victoria de Maella tuvo su importancia en el curso de la primera guerra carlista y acabó con el mando del cristino Marcelino Oráa en el Ejército del Centro.
El general Antonio Van Halen, sucesor de Oráa, suspendió de empleo a los jefes, oficiales y sargentos de los regimientos de África y Córdoba y del escuadrón 6º ligero de caballería pasando a la plaza de Jaca para la causa competente.